# ЕОВ-4421

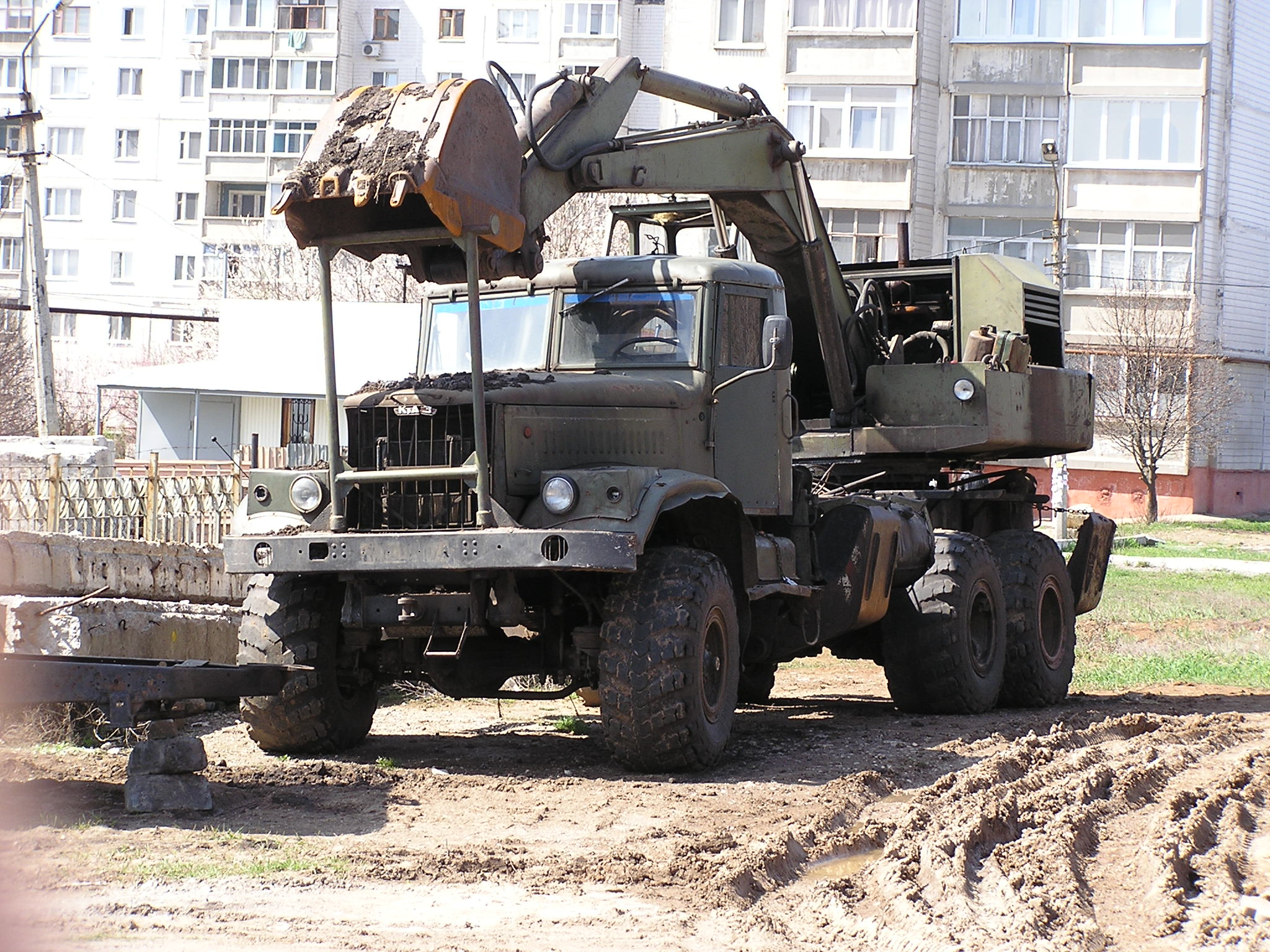
ЕОВ-4421

ЕОВ-4421 (абр. від екскаватор одноковшовий військовий) призначений для механізації земляних робіт та навантажувально-розвантажувальних робіт при ліквідації надзвичайних ситуацій та їх наслідків.
Він використовується для копання траншей та котлованів в ґрунтах 1 — 4 категорій без розпушення, в мерзлих ґрунтах після їх попереднього розпушування.
Наявність гакової підвіски дозволяє підіймати, опускати та переміщати різноманітні вантажі.

## Тактико-технічні характеристики
| Технічна продуктивність в ґрунтах 1-ї, 2-ї категорії при копанні: |        |
| - котлованів, м3/год                                              | 90-100 |
| - траншей, м/год                                                  | 70-90  |
| Час розгортання, хв                                               | 2      |
| Витрата пального на 1 год роботи, л                               | 32     |
| Місткість ковша, м3                                               | 0,65   |
| Середній час циклу, с                                             | 14-18  |
| Вантажопідйомність гакової підвіски, т                            | 3      |

## Загальна будова
- базова машина (КрАЗ-255);
- обв'язочна рама з виносними опорами;
- опорно-поворотний пристрій;
- поворотна платформа;
- силова установка робочого обладнання;
- робоче обладнання;
- гідропривод;
- приводи управління;
- електрообладнання.

Опорно-поворотний пристрій призначений для здійснення обертання поворотної платформи відносно базової машини, а також для передачі робочих зусиль з поворотної платформи на обв'язочну раму.
Поворотна платформа призначена для розміщення на ній силової установки, основних елементів гідросистеми, органів управління, кабіни екскаваторника та робочого обладнання.
Вона служить каркасом, який сприймає всі навантаження, що виникають при роботі екскаватора, і через опорно-поворотний пристрій спирається на обв'язочну раму.
Силова установка 
- Джерелом енергії для робочого обладнання є чотиритактний, чотирициліндровий дизель СМД-14 .
- Для його пуску використовується одноциліндровий двотактний двигун ПД-10У з редуктором СМД-8-19С4В.

Робоче обладнання є зворотньою лопатою і складається з
- уніфікованої стріли;
- рукояті;
- ковша;
- гакової підвіски;
- гідроциліндра ковша;
- гідроциліндра рукояті;
- двох гідроциліндрів стріли;
- трубопроводів;
- рукавів високого тиску.

Гідропривід призначений для переведення робочого обладнання з транспортного положення в робоче і навпаки, здійснення всіх робочих операцій обладнання при виконанні земляних та навантажувально-розвантажувальних робіт, а також підіймання та опускання виносних опор.
Приводи управління розташовані в кабіні екскаваторника. До них належать:
- важіль управління подачею пального;
- важіль управління стрілою та ковшем;
- важіль управління поворотом платформи;
- два важелі управління лівими та правими виносними опорами;
- дві педалі управління рукояттю;
- фіксатор для штопорення поворотної платформи.

Електрообладнання працює під напругою 12 В.
Воно розташоване на поворотній платформі і складається з:
- джерел електричної енергії;
- споживачів електричної енергії;
- допоміжної апаратури;
- контрольно-вимірювальних приладів;
- електропроводів.